# Clearwater Public Library System

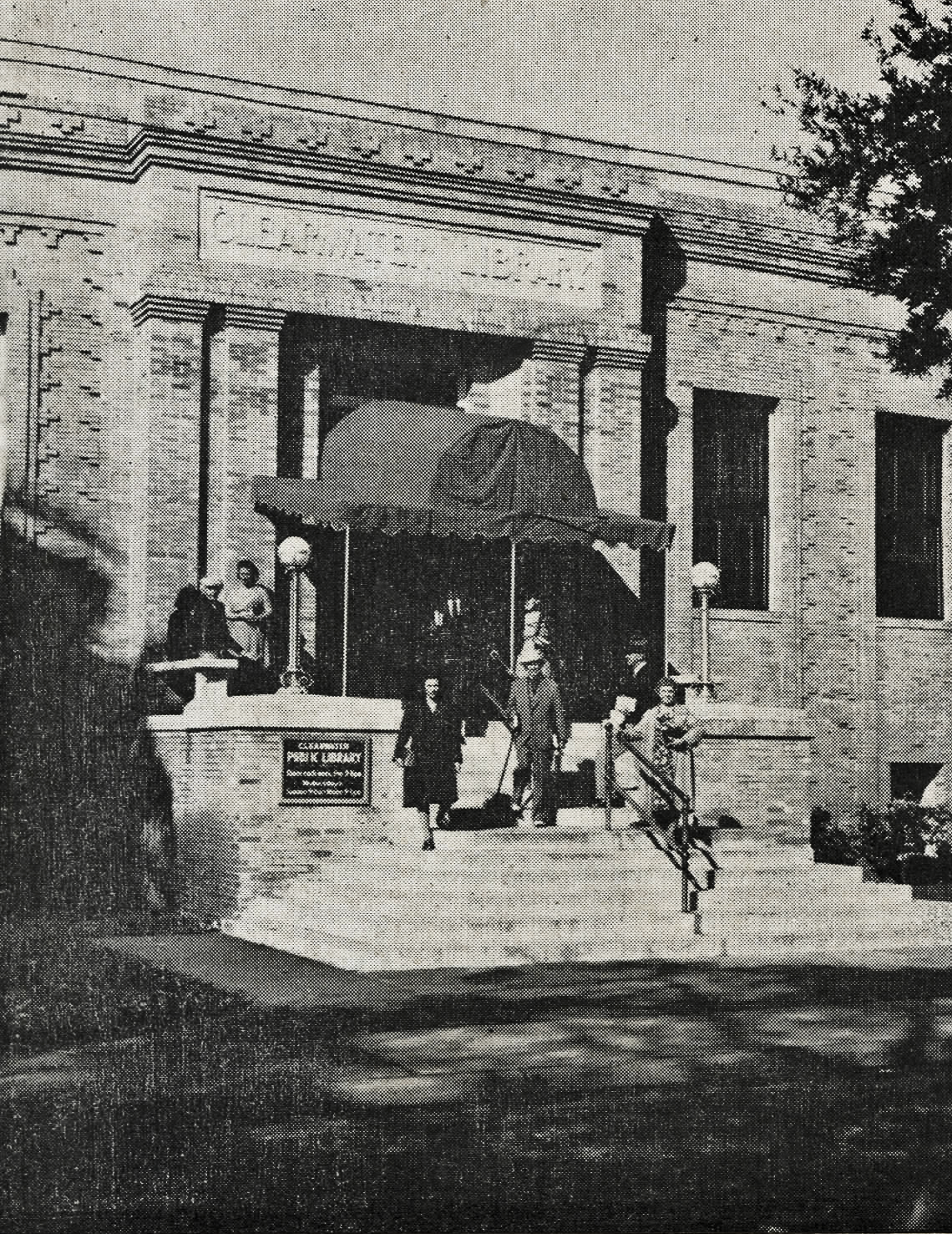
The Clearwater Public Library, 1946.

Clearwater Public Library System (CPLS) är en biblioteksorganisation i Clearwater, Florida, USA, bestående av fem lokala offentliga bibliotek. Organisationen bildades 1916 och är medlem i Pinellas Public Library Cooperative.

## Bibliotek
| Namn                   | Address                          | Bild             |
| ---------------------- | -------------------------------- | ---------------- |
| Beach Branch           | 69 Bay Esplanade Clearwater      | The Beach Branch |
| Countryside Branch     | 2642 Sabal Springs Dr Clearwater |                  |
| East Branch            | 2251 Drew St Clearwater          |                  |
| Main Library           | 100 North Osceola Ave Clearwater |                  |
| North Greenwood Branch | 905 N Martin Luther King Jr. Ave |                  |